# 京都市立九条塔南小学校
京都市立九条塔南小学校（きょうとしりつ くじょうとうなんがっこう）は、京都市南区にある公立小学校。

## 概要
真言宗総本山の教王護国寺(東寺)の南に位置している。
当校を卒業した生徒は、隣接する弘道学区内の京都市立九条中学校に進学する。

## 交通
- 近鉄京都線 十条駅　北西へ約0.5km。
- 近鉄京都線 東寺駅　南西へ約0.6km。

## 出身者
- 西田昌司（政治家）
- レッド吉田（お笑い芸人）

## 通学区域が隣接している学校
- 京都市立九条弘道小学校
- 京都市立上鳥羽小学校
- 京都市立唐橋小学校
- 京都市立南大内小学校